# Old Man of Hoy

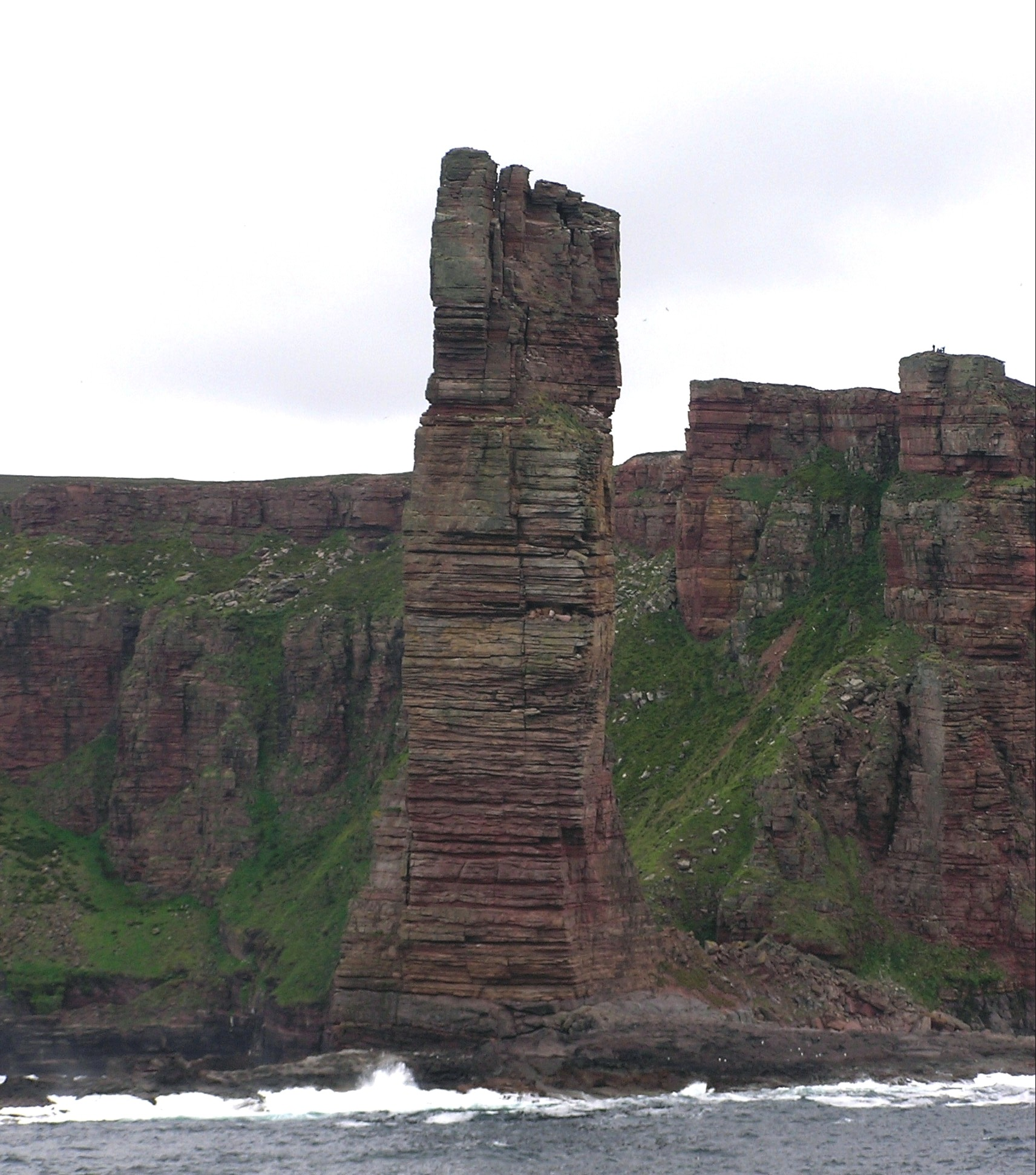
El Old Man of Hoy visto desde el MV Hamnavoe.

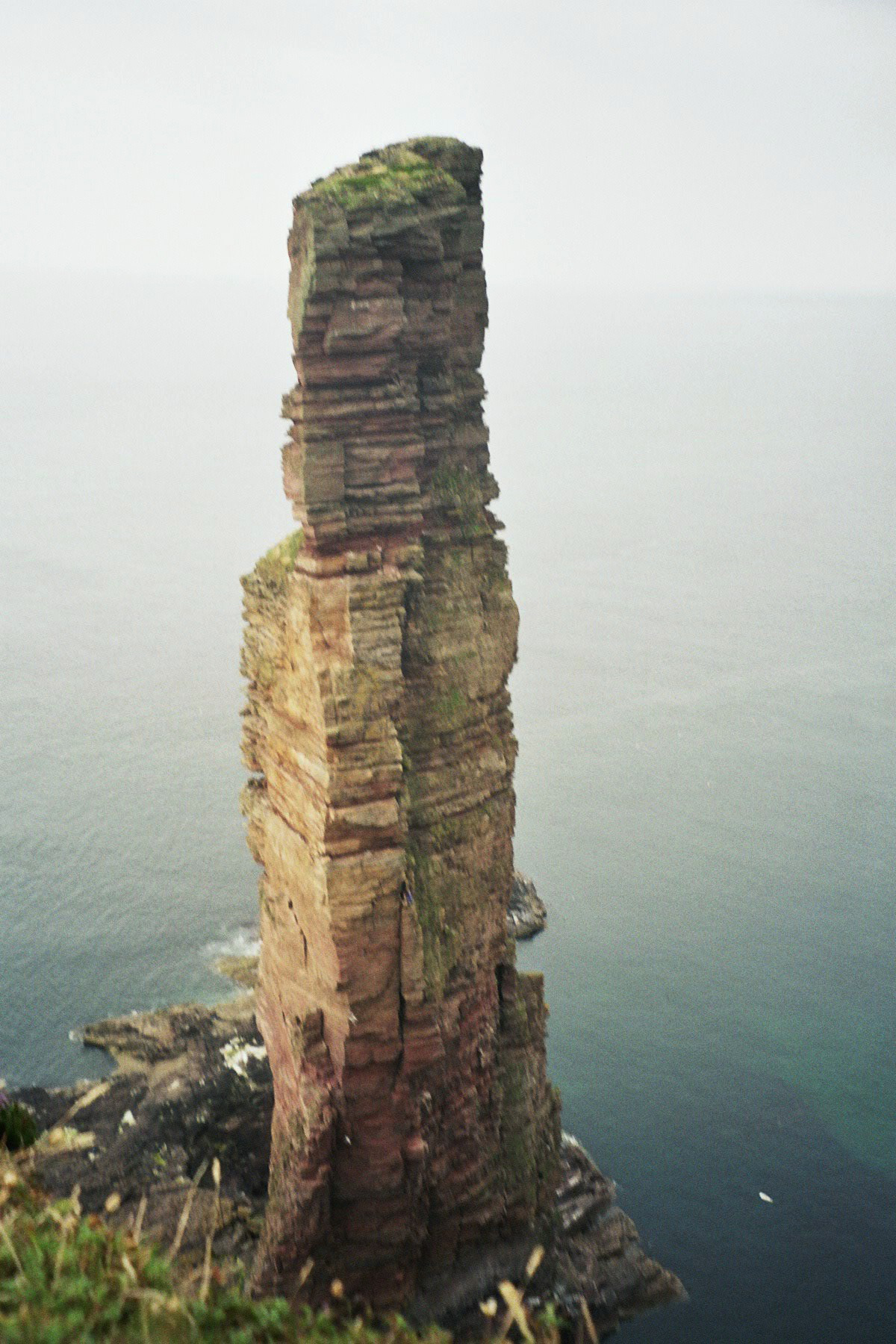
El Old Man of Hoy.

El Old Man of Hoy (en español, el «Viejo de Hoy») es una aguja o pináculo —en geomorfología, stack— de piedra arenisca roja, de 137 m de altura sobre el mar, que se alza sobre una base de rocas ígneas basálticas. Está localizado cerca de la bahía de Rackwick, en la costa oeste de la isla de Hoy, en las islas Orcadas, Escocia. Se trata de un distintivo hito visible desde el ferry de Thurso a Stromness y se encuentra cerca de otro sitio muy conocido, el Dwarfie Stane. También es un lugar de escalada en roca famoso.

## Historia
El Viejo tiene probablemente menos de 250 años y no podrá seguir en pie mucho más, ya que hay indicios de que pronto puede colapsar. En los mapas elaborados entre 1600 y 1750 el área aparece como una punta, sin ninguna aguja o stack. William Daniell, un paisajista, esbozó el pináculo en 1817, como una amplia columna con una parte superior más pequeña y un arco en la base, del que deriva su nombre. Un grabado de este dibujo está disponible en los museos locales. En algún momento de principios del siglo XIX, una tormenta arrasó una de las "patas" dejándolo en lo esencial tal como está hoy en día, a pesar de que la erosión continúa.
El Old Man aparece en el «Trailer sketch» del episodio «Archaeology Today», de Monty Python's Flying Circus, en el que la voz en off de Eric Idle afirma que el cantante Lulu sube el Old Man. También aparece en la primera escena del vídeo del éxito de Eurythmics de 1984 «Here Comes the Rain Again». También hay una vieja cinta filmica (véase abajo, referencias del Old Man of Hoy en el cine).

## Escalada
El pináculo fue escalado por primera vez en 1966 por Chris Bonington, Rusty Baillie y Tom Patey durante un período de tres días, 13 años después de que el monte Everest fuera abordado. El 8-9 de julio de 1967, un ascenso fue presentado en directo por la BBC en una retransmisión al aire libre, que congregó alrededor de 15 millones de telespectadores en el período de tres noches de emisión. Contaba con tres parejas de escaladores: Bonington y Patey reiteraron su ruta original, mientras que dos nuevas líneas fueron escaladas por Joe Brown y Ian McNaught-Davis, y por PeteCrew y Dougal Haston.
El 8 de septiembre de 2006, el pilar fue escalado por sir Ranulph Fiennes (de 62 años), como preparación de su planeada ascensión al Eiger al año siguiente. Estuvo acompañado por Sandy Ogilvie y Stephen Venables.
La columna tiene ahora un buen número de rutas de escalada, pero la gran mayoría de ascensos, de 20 a 50 en un año promedio, son por la ruta original, la más fácil, de grado británico E1 (5b) (una de las rutas alcanza el E6). Un pequeño libro de registros de la RAF en un pequeño contenedor Tupperware está enterrado en un cairn en la cumbre y sirve como registro de los ascensionistas.

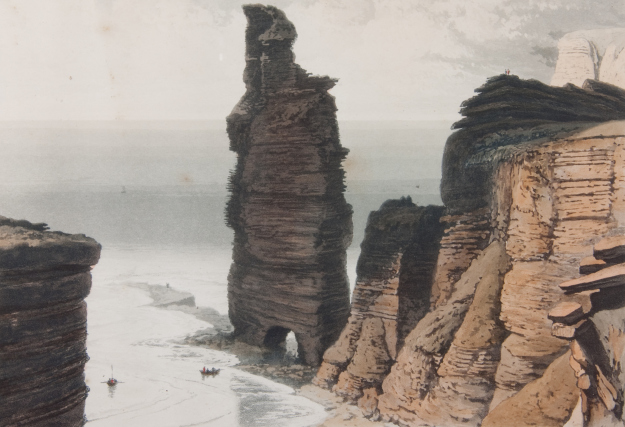
El Old Man of Hoy en 1817, cuando tenía dos patas, por William Daniell.

## Salto BASE
En la mañana del 16 de mayo de 2008, la BBC Radio Orkney anunció que Roger Holmes, Gus Hutchinson-Brown y Tim Emmett habían realizado el primer Salto BASE desde la parte superior. El salto se realizó tras tres años de planificación.
Una de las personas que hicieron el salto, Gus Hutchinson-Brown, murió un mes más tarde, durante otro salto en Suiza.

## 'Old Man of Hoy' en el cine
hay una película de espionaje ("El espía de negro", 1939) que sitúa la trama en este punto al arribar un submarino alemán a finales de la primera conflagración mundial. El capitán del U-029 debe contactar a una maestra de escuela que en realidad ha sido suplantada por una espía alemana. Se utiliza este punto como referencia para que el submarino se ubique y proceda al desembarco. En dicha cinta actuó Conrad Veidt y la dirección fue de Michael Powell. 